# Burađa
Burađa (cyr. Бурађа) – wieś w Serbii, w okręgu zlatiborskim, w gminie Nova Varoš. W 2011 roku liczyła 207 mieszkańców.